# Brezolles
Brezolles (ou Brézolles) est une commune française située dans la région naturelle du Thymerais dans le nord-ouest du département d'Eure-et-Loir et de la région Centre-Val de Loire.
Située non loin de la vallée de l'Avre, la rivière qui servait de frontière naturelle entre le royaume de France et la Normandie, la ville qui dépendait au XIIIe siècle de la puissante baronnie de Châteauneuf-en-Thymerais a longtemps été le théâtre d’affrontements armés entre les deux camps.

## Géographie

### Situation
Située dans le nord-ouest de l'Eure-et-Loir, la commune se trouve seulement à quelques kilomètres de la frontière entre la région Centre-Val de Loire et la Normandie. La ville fait partie du Thymerais, une sous-région née du défrichement du Perche. Celui-ci désignait une zone forestière connue avant le VIe siècle, à ne pas confondre avec l'ensemble formé par les circonscriptions politiques établies sur l'ancienne silva pertica.

Situation géographique
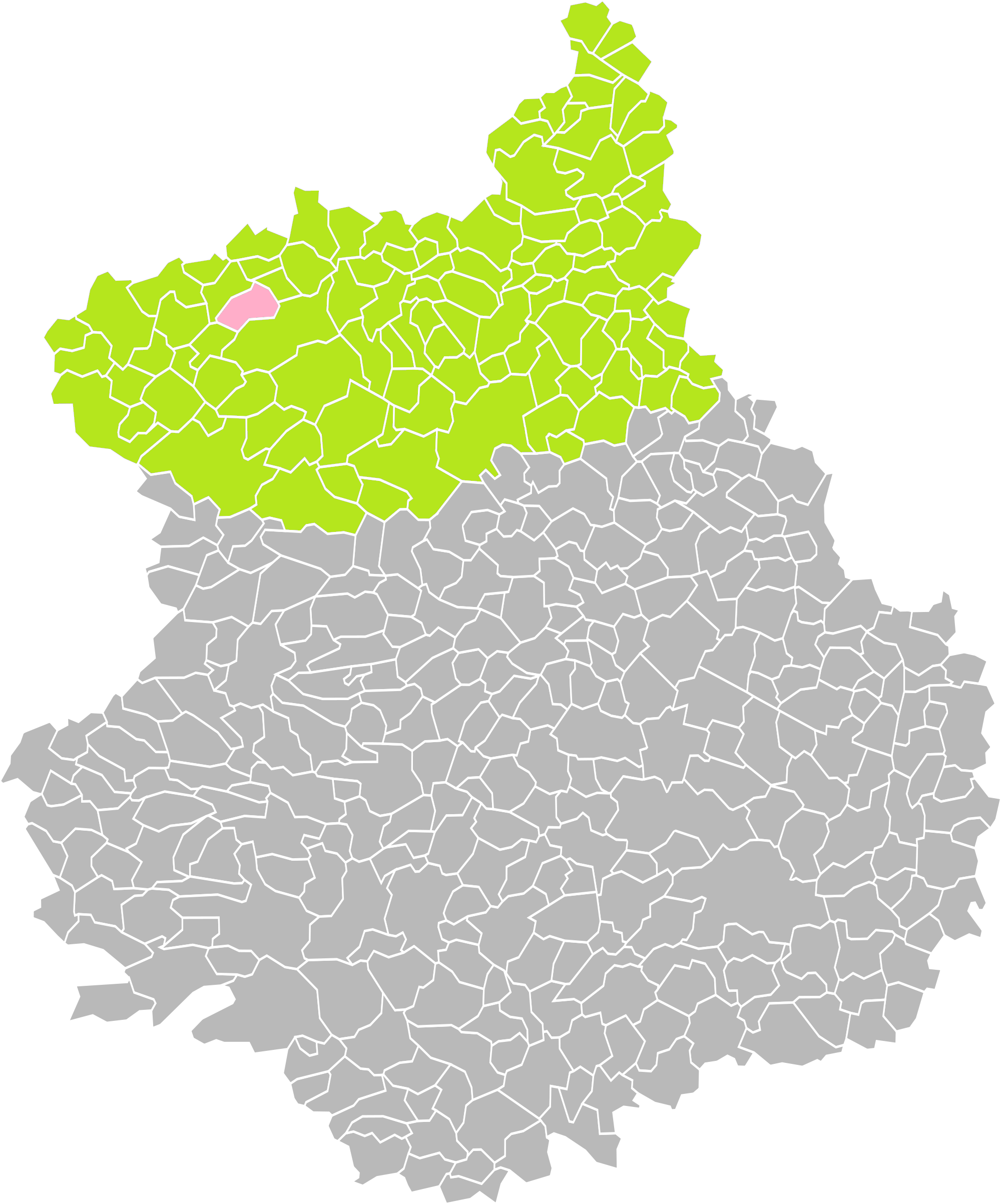
Brezolles dans son arrondissement.
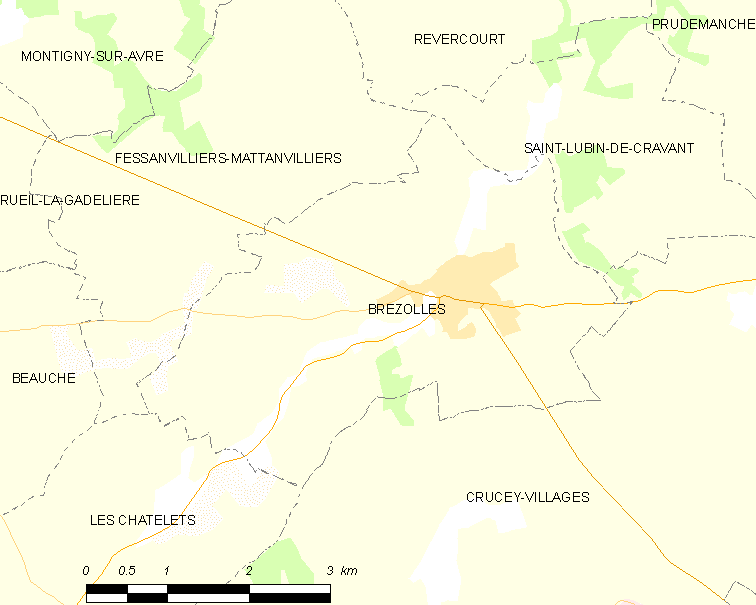
Carte de la commune de Brezolles.

### Communes limitrophes
| Fessanvilliers-Mattanvilliers |                 | Saint-Lubin-de-Cravant |
| Fessanvilliers-Mattanvilliers | Brezolles       | Crucey-Villages        |
| Les Châtelets                 | Crucey-Villages |                        |

### Hydrographie
Brezolles est traversée par la Meuvette, affluent en rive droite de l'Avre, sous-affluent du fleuve la Seine par l'Eure.

### Voies de communication et transports

#### Accès routier
Brezolles est traversée du nord-ouest au sud-est par la D 939, qui relie Verneuil-sur-Avre (Eure) à Angerville (Essonne), via Châteauneuf-en-Thymerais et Chartres.

### Climat
Pour des articles plus généraux, voir Climat du Centre-Val de Loire et Climat d'Eure-et-Loir.
En 2010, le climat de la commune est de type climat océanique dégradé des plaines du Centre et du Nord, selon une étude du CNRS s'appuyant sur une série de données couvrant la période 1971-2000. En 2020, Météo-France publie une typologie des climats de la France métropolitaine dans laquelle la commune est dans une zone de transition entre le climat océanique et le climat océanique altéré et est dans la région climatique Sud-ouest du bassin Parisien, caractérisée par une faible pluviométrie, notamment au printemps (120 à 150 mm) et un hiver froid (3,5 °C).
Pour la période 1971-2000, la température annuelle moyenne est de 10,3 °C, avec une amplitude thermique annuelle de 14,3 °C. Le cumul annuel moyen de précipitations est de 643 mm, avec 10,8 jours de précipitations en janvier et 8 jours en juillet. Pour la période 1991-2020, la température moyenne annuelle observée sur la station météorologique de Météo-France la plus proche, sur la commune de Laons à 8 km à vol d'oiseau, est de 11,1 °C et le cumul annuel moyen de précipitations est de 561,4 mm,. Pour l'avenir, les paramètres climatiques de la commune estimés pour 2050 selon différents scénarios d'émission de gaz à effet de serre sont consultables sur un site dédié publié par Météo-France en novembre 2022.

## Urbanisme

### Typologie
Au 1er janvier 2024, Brezolles est catégorisée bourg rural, selon la nouvelle grille communale de densité à 7 niveaux définie par l'Insee en 2022.
Elle est située hors unité urbaine et hors attraction des villes,.

### Occupation des sols
L'occupation des sols de la commune, telle qu'elle ressort de la base de données européenne d’occupation biophysique des sols Corine Land Cover (CLC), est marquée par l'importance des territoires agricoles (91,4 % en 2018), une proportion sensiblement équivalente à celle de 1990 (92,2 %). La répartition détaillée en 2018 est la suivante : 
terres arables (82,1 %), zones urbanisées (7,4 %), prairies (6,5 %), zones agricoles hétérogènes (2,7 %), forêts (1,3 %). L'évolution de l’occupation des sols de la commune et de ses infrastructures peut être observée sur les différentes représentations cartographiques du territoire : la carte de Cassini (XVIIIe siècle), la carte d'état-major (1820-1866) et les cartes ou photos aériennes de l'IGN pour la période actuelle (1950 à aujourd'hui).

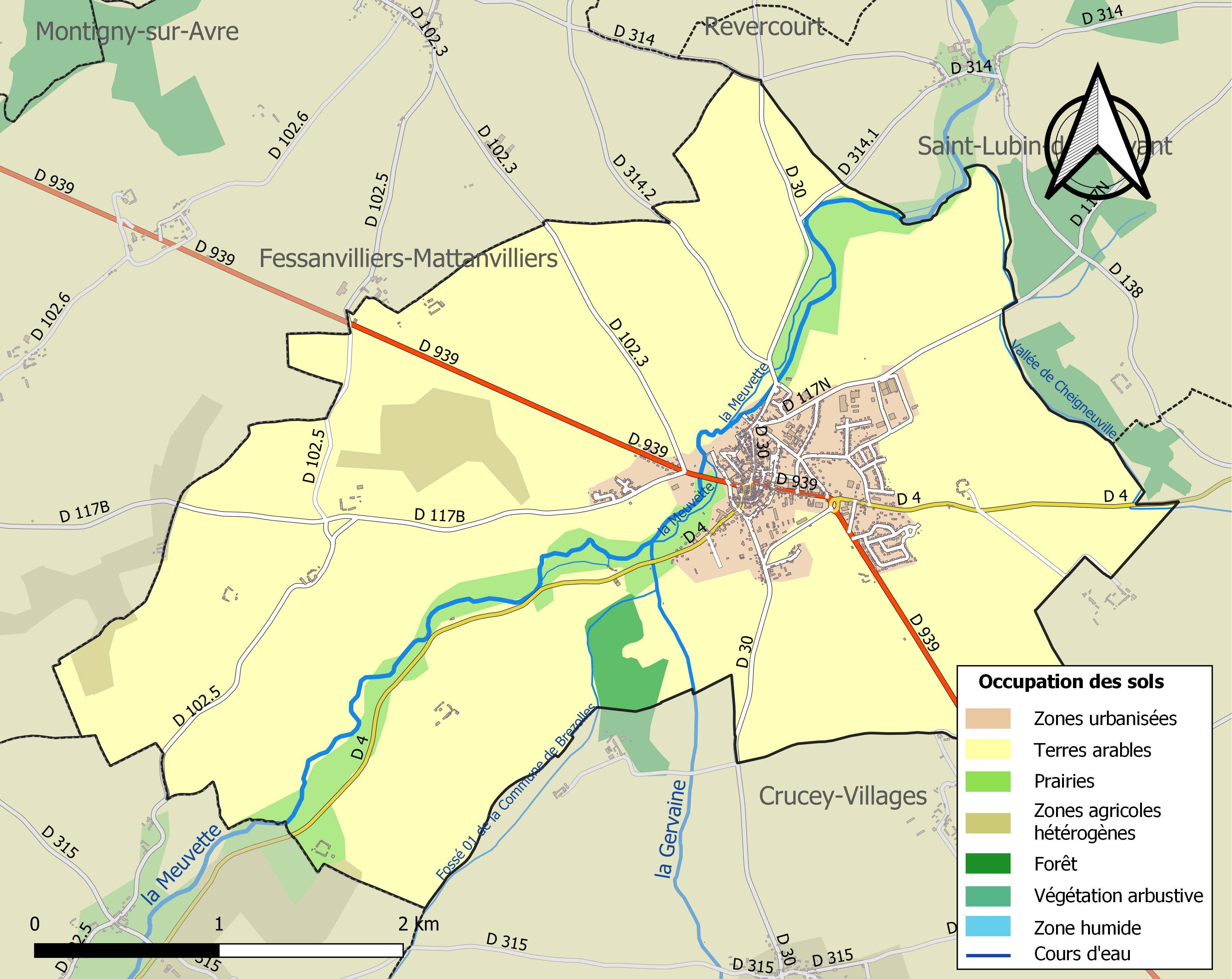
Carte des infrastructures et de l'occupation des sols de la commune en 2018 (CLC).

### Risques majeurs
Le territoire de la commune de Brezolles est vulnérable à différents aléas naturels : météorologiques (tempête, orage, neige, grand froid, canicule ou sécheresse), inondations, mouvements de terrains et séisme (sismicité très faible). Il est également exposé à un risque technologique, le transport de matières dangereuses. Un site publié par le BRGM permet d'évaluer simplement et rapidement les risques d'un bien localisé soit par son adresse soit par le numéro de sa parcelle.

#### Risques naturels
Certaines parties du territoire communal sont susceptibles d’être affectées par le risque d’inondation par débordement de cours d'eau et par ruissellement et coulée de boue, notamment la Gervaine et le Meuvette. La commune a été reconnue en état de catastrophe naturelle au titre des dommages causés par les inondations et coulées de boue survenues en 1999 et 2018,.

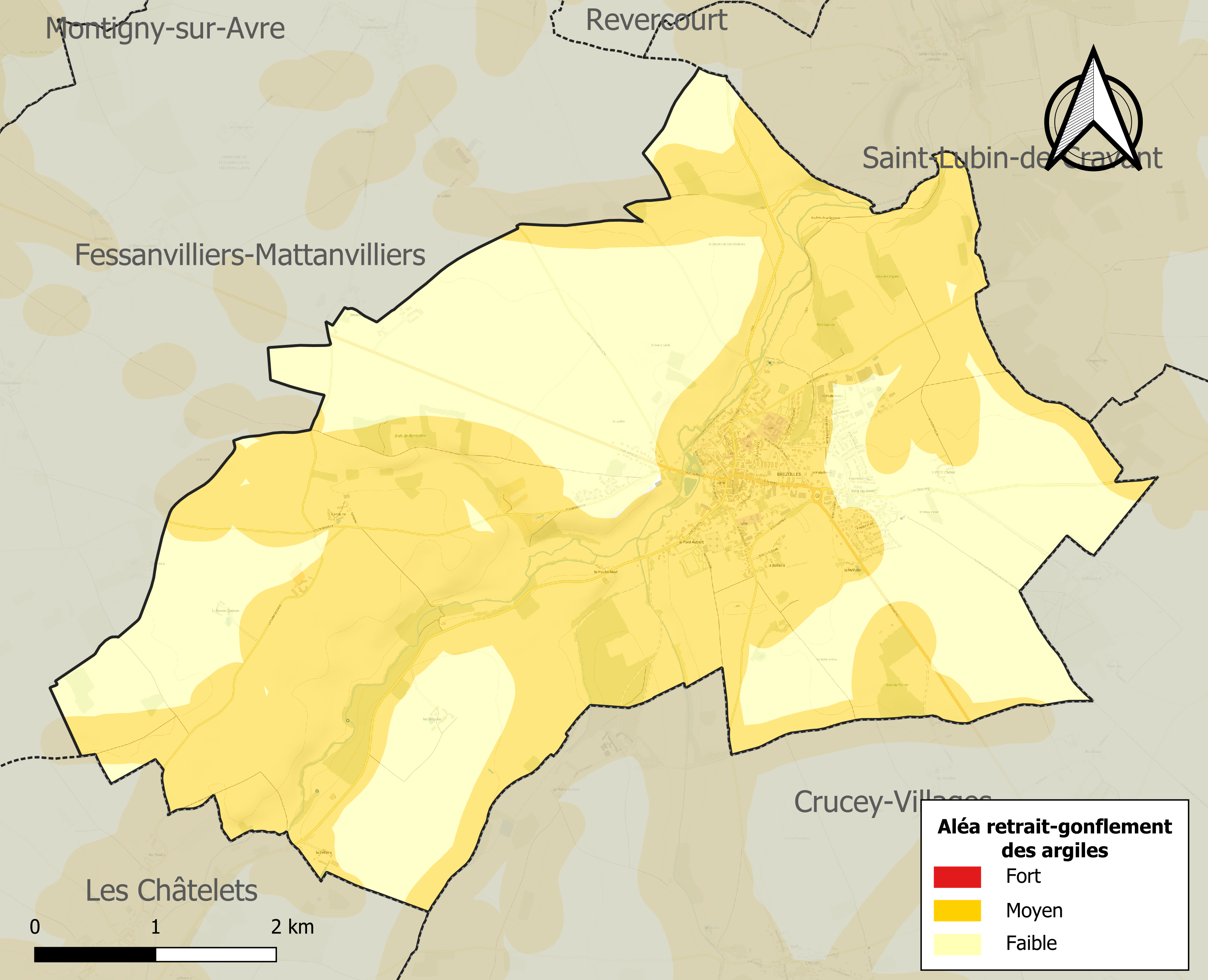
Carte des zones d'aléa retrait-gonflement des sols argileux de Brezolles.

Les mouvements de terrains susceptibles de se produire sur la commune sont des affaissements et effondrements liés aux cavités souterraines. L'inventaire national des cavités souterraines permet de localiser celles situées sur la commune.
Le retrait-gonflement des sols argileux est susceptible d'engendrer des dommages importants aux bâtiments en cas d’alternance de périodes de sécheresse et de pluie. 59,7 % de la superficie communale est en aléa moyen ou fort (52,8 % au niveau départemental et 48,5 % au niveau national). Sur les 696 bâtiments dénombrés sur la commune en 2019, 485 sont en aléa moyen ou fort, soit 70 %, à comparer aux 70 % au niveau départemental et 54 % au niveau national. Une cartographie de l'exposition du territoire national au retrait gonflement des sols argileux est disponible sur le site du BRGM,.
Concernant les mouvements de terrains, la commune a été reconnue en état de catastrophe naturelle au titre des dommages causés par des mouvements de terrain en 1999.

#### Risques technologiques
Le risque de transport de matières dangereuses sur la commune est lié à sa traversée par des infrastructures routières ou ferroviaires importantes ou la présence d'une canalisation de transport d'hydrocarbures. Un accident se produisant sur de telles infrastructures est en effet susceptible d’avoir des effets graves au bâti ou aux personnes jusqu’à 350 m, selon la nature du matériau transporté. Des dispositions d’urbanisme peuvent être préconisées en conséquence.

## Toponymie
Brézolles devient Brezolles le 1er janvier 1997.
Le nom de la localité est mentionné sous les formes Bruerolensts vicus vers 1060, Bruerolae en 1189, Brueroliae en 1200, Brusolles en 1308, Bresolles en 1466.
De l'oïl bruère « champ de bruyères ». Toponyme apparentés au latin médiéval brugariae, brousse ou petit bois, contrée ou paysage de landes à éricacées, en particulier à bruyères.
L'évolution du toponyme gallo-romain sous diverses formes peut donner en ancien français Bruères, Brouères, Blouire, Belouires, Bière, Berrioure, Bérouère.

## Histoire
La région environnante couverte de forêts était appelée, vers l'an 600 voire à une époque bien plus reculée, le Perche. Cette appellation ne s'appliquait pas encore au début du XIe siècle aux divisions politiques ou administratives. Néanmoins, la région boisée du Perche fut partagée entre le comté de Corbon (Mortagne), la baronnie de Châteauneuf, le comté et l’évêché de Chartres, la vicomté de Châteaudun et le comté de Vendôme. Le défrichement progressif de cette forêt fit reculer le Perche et laissa place au Thymerais.
Le premier seigneur connu de Brezolles fut Ingulphe Ribaud qui fonda l'église primitive et mourut vers 1050. Son fils Albert lui succéda de 1050 à 1072 et donna l'église aux moines de l'abbaye de Saint-Père de Chartres. En 1070, les moines construisirent l'étang sur des terres qu'ils achetèrent au chevalier Gauthier d'Angennes. Le successeur d'Albert, Hugues Ier (1073-1090) fit agrandir l'étang. Gervais Ier, seigneur de Brezolles et du Thymerais, donna aux moines un four, la terre de Tournaise, la moitié d'une tannerie et l'eau nécessaire pour leur exploitation. En 1152, lors du règne de Hugues II (1140-1170), le château fut incendié puis de nouveau en 1159 et 1168.
Brezolles, tout comme La Ferté-Vidame, Maillebois et Châteauneuf-en-Thymerais possédait une place forte qui faisait partie de la seconde ligne défensive du royaume de France face à la Normandie, située de l'autre côté de l'Avre depuis le traité de Saint-Clair-sur-Epte de 911.
Brezolles ainsi que toute la région dépendait au XIIIe siècle des puissants barons de Châteauneuf-en-Thymerais. D'un point de vue féodal, ce grand fief formé dès 1200, fut divisé en 1563 en deux parties relevant l'une et l'autre de la Couronne de France ; d'un côté Châteauneuf, de l'autre Senonches et Brezolles, érigées plus tard en comté de Senonches.
Avec la fin de la lignée des barons de Châteauneuf, leurs fiefs sont séparés. Brezolles revient au gré de l'histoire à Charles de Gonzague, de la Maison de Gonzague, une famille de princes italiens originaires de Mantoue, et qui sont ducs de Nevers. Ils détiennent aussi la seigneurie de Senonches, et achèteront plus tard Châteauneuf-en-Thymerais. La ville doit son blason à cette famille, et à cette époque. En 1566, les seigneuries de Senonches et Brezolles sont érigées en principauté de Mantoue par Charles IX, en faveur de Louis IV de Gonzague.

### 1899-1932 (Tramways d'Eure-et-Loir)

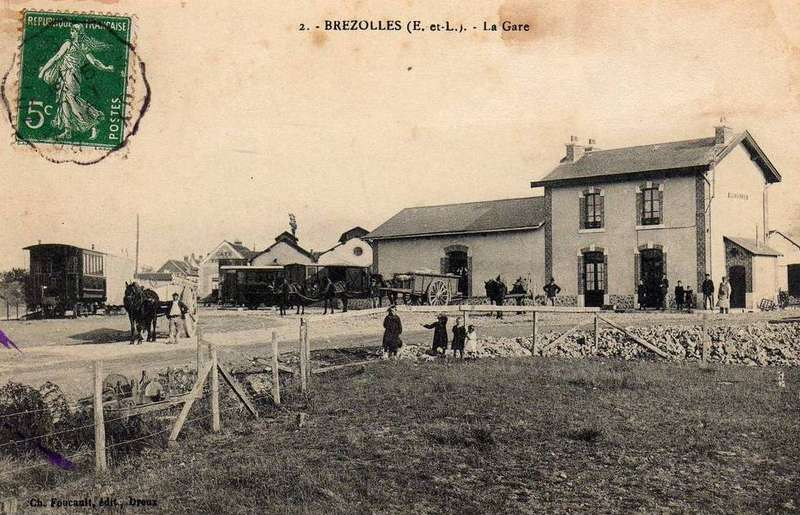
La gare de Brezolles, 1910.

En 1899, les Tramways d'Eure-et-Loir ouvrent la ligne Dreux-Brezolles. En 1907, la ligne est prolongée jusqu'à Senonches.

### 1939 (guerre civile espagnole)
Entre le 29 janvier 1939 et le 8 février, plus de 2 000 réfugiés espagnols fuyant l'effondrement de la république espagnole devant les troupes de Franco, arrivent en Eure-et-Loir. Devant l'insuffisance des structures d'accueil (le camp de Lucé et la prison de Châteaudun rouverte pour l’occasion), 53 villages sont mis à contribution, dont. Les réfugiés, essentiellement des femmes et des enfants (les hommes sont désarmés et retenus dans le Sud de la France), sont soumis à une quarantaine stricte, vaccinés, le courrier est limité, le ravitaillement, s'il est peu varié et cuisiné à la française, est cependant assuré. Une partie des réfugiés rentrent en Espagne, incités par le gouvernement français qui facilite les conditions du retour, mais en décembre, 922 ont préféré rester et sont rassemblés à Dreux et Lucé.

## Politique et administration

### Liste des maires
| Période   | Période  | Identité        | Étiquette | Qualité      |
| --------- | -------- | --------------- | --------- | ------------ |
| 1977      | 1989     | Monique Lesueur |           |              |
| 1989      | 1993     | Jean Desforges  |           |              |
| 1993      | 2014     | Hubert Hériot   |           |              |
| mars 2014 | En cours | Loïc Barbier,   |           | Ancien cadre |

## Population et société

### Démographie
| 1793 | 1800 | 1806 | 1821 | 1831 | 1836 | 1841 | 1846 | 1851 |
| ---- | ---- | ---- | ---- | ---- | ---- | ---- | ---- | ---- |
| 782  | 716  | 804  | 853  | 948  | 886  | 912  | 936  | 964  |

| 1856 | 1861 | 1866 | 1872 | 1876 | 1881 | 1886 | 1891 | 1896 |
| ---- | ---- | ---- | ---- | ---- | ---- | ---- | ---- | ---- |
| 947  | 920  | 926  | 906  | 903  | 895  | 855  | 861  | 839  |

| 1901 | 1906 | 1911 | 1921 | 1926 | 1931 | 1936 | 1946 | 1954  |
| ---- | ---- | ---- | ---- | ---- | ---- | ---- | ---- | ----- |
| 832  | 818  | 862  | 920  | 962  | 852  | 919  | 907  | 1 112 |

| 1962  | 1968  | 1975  | 1982  | 1990  | 1999  | 2006  | 2011  | 2016  |
| ----- | ----- | ----- | ----- | ----- | ----- | ----- | ----- | ----- |
| 1 226 | 1 138 | 1 317 | 1 429 | 1 695 | 1 708 | 1 655 | 1 838 | 1 819 |

| 2021  | 2022  | - | - | - | - | - | - | - |
| ----- | ----- | - | - | - | - | - | - | - |
| 1 805 | 1 796 | - | - | - | - | - | - | - |

### Enseignement
Brezolles est situé dans l'académie d'Orléans-Tours en zone B et les établissements présents sur son territoire sont placés sous l'autorité des services de la DSDEN d'Eure-et-Loir. Ces administrations représentent au niveau local le ministère de l'Éducation nationale qui pilote sur le plan national le système éducatif français. C'est la carte scolaire qui régit l'enseignement sur la commune. La ville dispose de plusieurs établissements scolaires publics et privés.

#### Enseignement primaire
Les établissements d'enseignement primaire de la commune appartiennent à la circonscription territoriale du premier degré de Dreux II des services de la DSDEN d'Eure-et-Loir. Ces établissements scolaires se répartissent entre écoles maternelles et écoles élémentaires.

##### Les écoles maternelles
L'école maternelle est une école qui accueille de très jeunes enfants pour les préparer aux apprentissages fondamentaux de la lecture, de l'écriture et du calcul. C'est une période préparatoire à l'enseignement élémentaire : les objectifs essentiels sont la socialisation, la mise en place du langage, du nombre et du geste graphique.
Les établissements communaux sont :
- école maternelle J. Desforges
- école maternelle privée Sainte-Marie

##### Les écoles élémentaires
L'objectif principal de l'école élémentaire est d'enseigner aux enfants les savoirs fondamentaux tels que l'apprentissage de la lecture (lire), de l'écriture (écrire) et du calcul (compter). Les activités d'éveil (activités artistiques et ludiques) y restent importantes, surtout dans les premières classes.
Les établissements communaux sont :
- école élémentaire Les Remparts
- école élémentaire privée Sainte-Marie

#### Enseignement secondaire
Les établissements d'enseignement secondaire comprennent les collèges et les lycées dont l'enseignement est sanctionné par des diplômes.
La commune accueille le collège Maurice de Vlaminck. L'enseignement s'y déroule sur quatre années de la 6e à la 3e et correspond au premier cycle des études du second degré. Elles sont sanctionnées par le diplôme national du brevet (DNB), anciennement BEPC.

#### Orientation
Au niveau de l'orientation, Brezolles dépend du CIO de Dreux, l'un des quatre CIO que compte le département d'Eure-et-Loir. Les informations proposées par les CIO peuvent être complétées par celles proposées sur le plan national par l'Onisep. Placé sous la tutelle commune des ministères de l'Éducation nationale et de l'enseignement supérieur et de la Recherche, cet organisme a pour vocation d'offrir toutes les informations sur les études et les métiers : formations, établissements formateurs, débouchés, etc.

### Cultes
- Catholicisme : Brezolles dépend du diocèse de Chartres et appartient à la paroisse Saint François de Laval en Thymerais[37] de la doyenné des Forêts[38]. Le lieu de culte est l'église Saint-Nicolas.
- Protestantisme : Brezolles abritait une importante communauté protestante[39] et la ville semble avoir eu plusieurs pasteurs avant 1572. L'un d'eux, Mathieu Cartaut[40], fut chassé par le massacre de la Saint-Barthélemy et se réfugia en Angleterre avant de se fixer à Dieppe vers 1589. Le protestantisme semble s'être néanmoins maintenu dans la ville jusqu'en 1608. Une partie de la communauté s'est ensuite réfugiée à La Ferté-Vidame[41].
- Judaïsme : L'existence d'une rue dite aux juifs atteste l'existence d'une communauté à Brezolles, probablement au Moyen Âge.

## Culture locale et patrimoine

### Lieux et monuments

#### Église Saint-Nicolas
XVe siècle,  Classé MH (1913).

#### Éolienne Bollée
Une éolienne Bollée est conservée sur le territoire de la commune.

Lieux et monuments de Brezolles
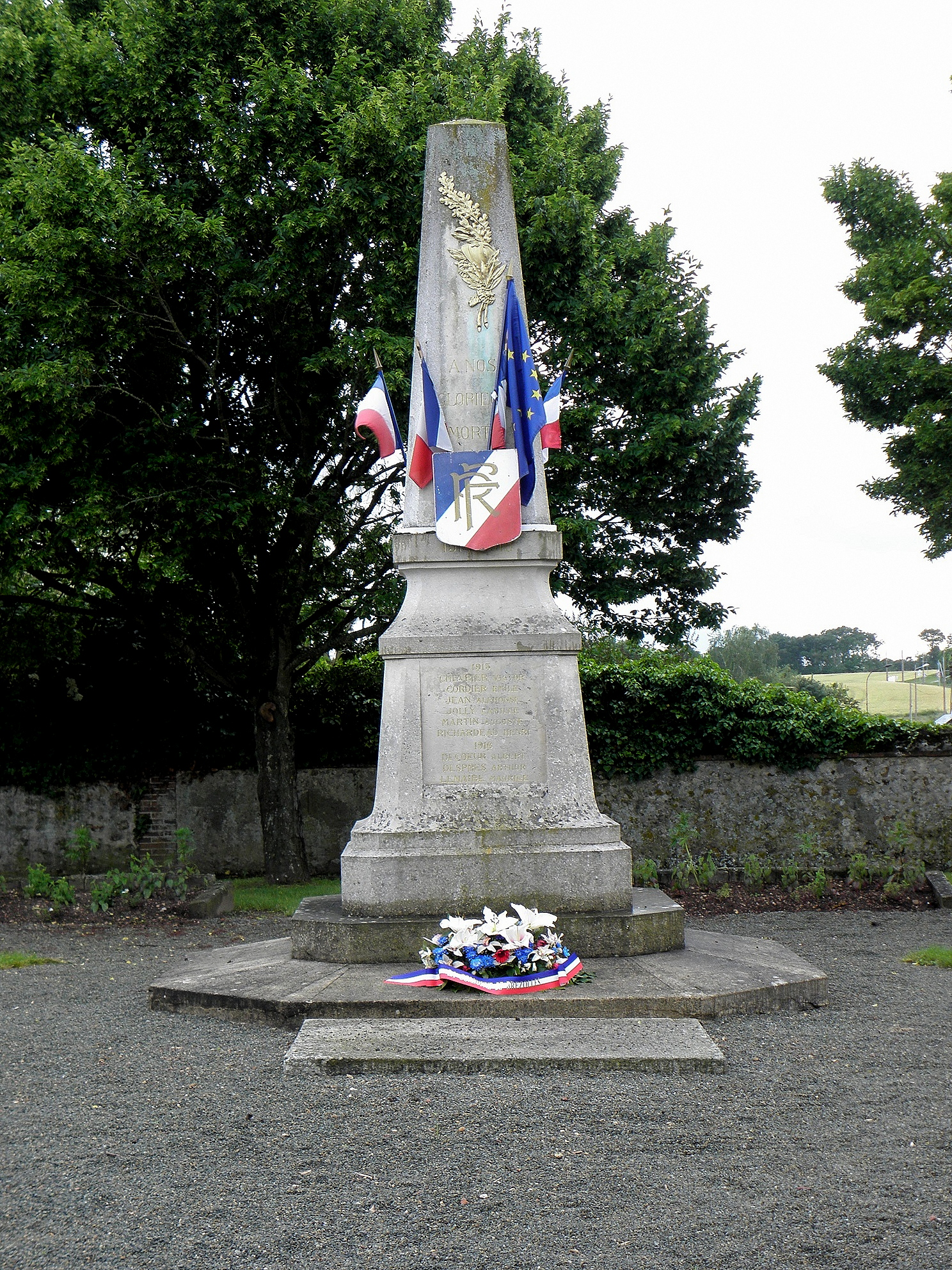
Le monument aux morts.
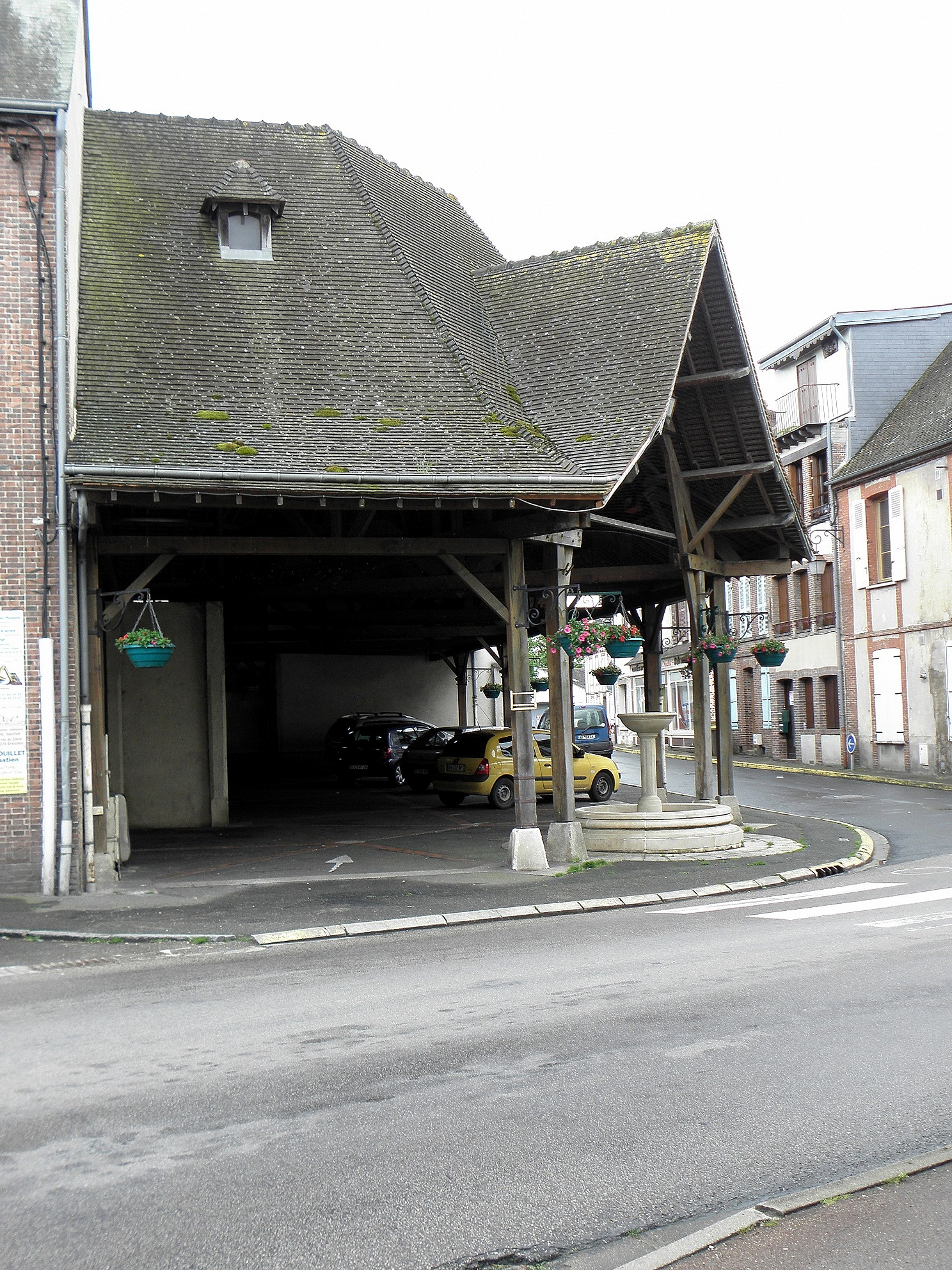
Les halles.

### Personnalités liées à la commune
- Thomas François Tillionbois de Valleuil (1761-1837), homme politique maire de Brezolles et député d'Eure-et-Loir de 1791 à 1792 ;
- Le père du peintre Henri Foreau (1866 - Paris, 1938) est né dans la commune[réf. nécessaire].

### Héraldique
|  | Les armes de la commune se blasonnent ainsi : D'or (D'argent) à la croix en filet, les extrémités pattées [croix pattée estrée] de gueules, cantonnée de quatre aiglettes de sable (becquées, languées et membrées de gueules); sur le tout, écartelé aux 1er et 4e d'argent (de gueules) au lion d'or, aux 2e et 3e de sable (d'argent / d'or) à trois fasces d'or (de sable) . |